# وحمة مركبة
وحمة مركبة (بالإنجليزية: Compound nevus)‏ هي نوع من أنواع الشامات الميلانينية حيثُ تتشكل من مجموعة من الخلايا الوحمية الموجودة في البشرة والأدمة (الطبقتان الرئيسيتان المكونتان للجلد).